# 柱頭 (花)

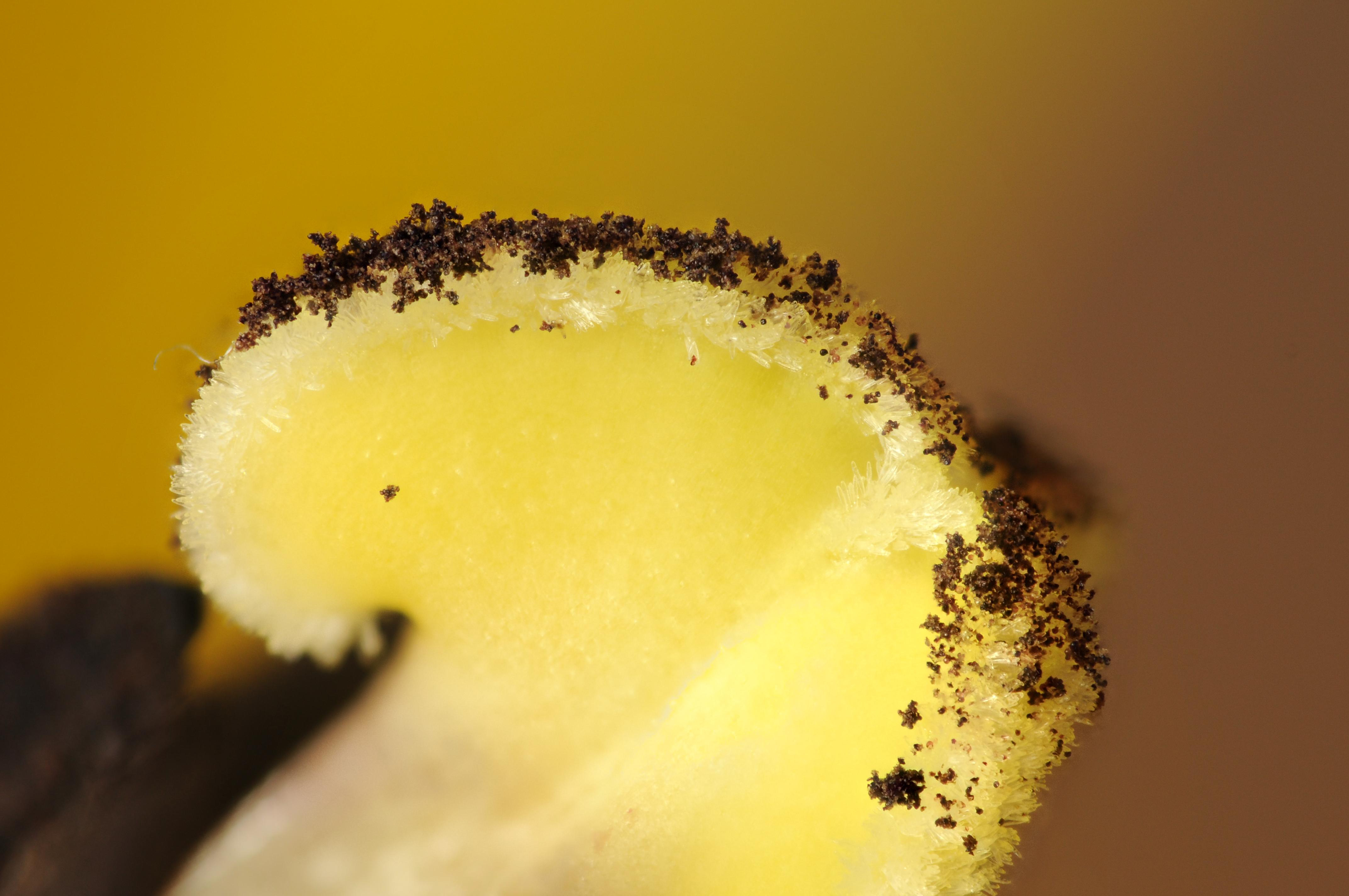
鬱金香的柱頭，上面已附有花粉。

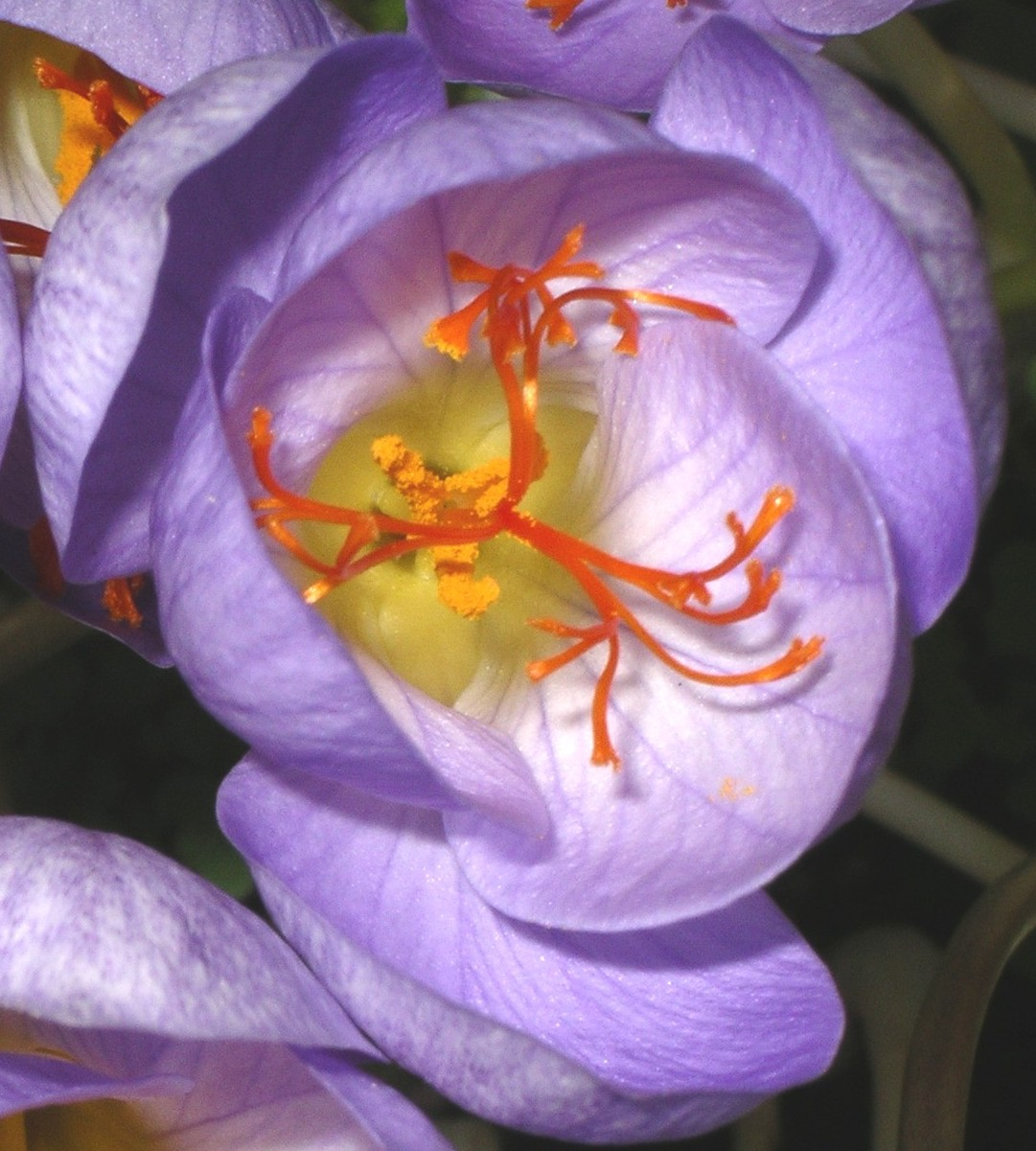
番紅花的柱頭上有三串毛，每ㄧ串毛分別對應了一個心皮。

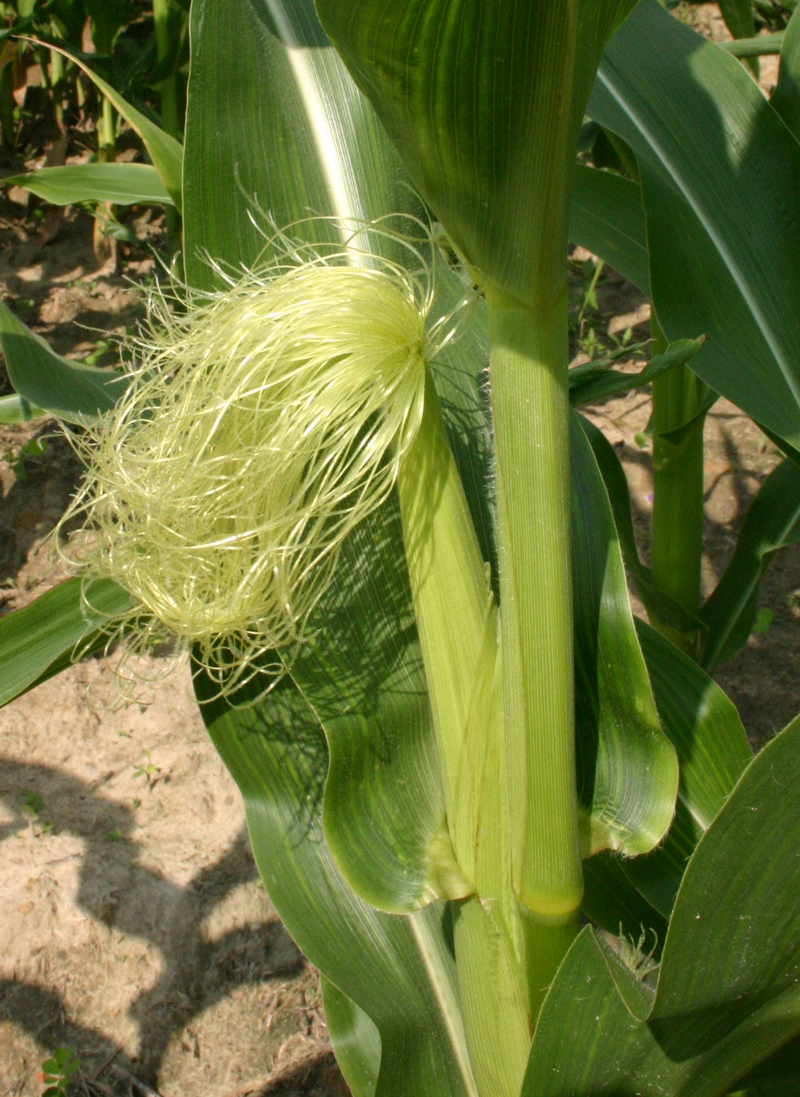
玉米鬚即為玉米的柱頭。

柱頭（英語：stigma）位於花的心皮（或多個心皮愈合）的頂端，以花柱連接子房。傳粉時花粉落到柱頭上，並萌發出花粉管以到達胚珠。柱頭通常具有粘性，並演化出各種不同有利於接受花粉的形式，花粉可能透過風傳遞到柱頭（風媒傳粉），也可能透過動物或水流。
柱頭的外形變異很大，有細長型或圓形，並可能具有毛。當花粉離開花葯時，通常是呈脫水狀態，抵達柱頭後柱頭有助花粉濕潤並萌發花粉管。柱頭可以確保萌發的花粉屬於同種植物，還可以執行孢子體自交不親和性，避免基因型太接近的花粉萌發出花粉管，以蕓薹屬植物為例，花粉壁具有S基因的產物SCR （皆為富含半胱胺酸的蛋白質），S基因可能具有高達百種基因型，彼此間有漸進的顯隱性關係。柱頭則具有稱為SRK的膜蛋白，在胞內有激酶的活性區域，不同種SRK是不同種SCR的受體。另外柱頭還產生一種稱為SLG的蛋白質，該蛋白與SRK序列類似，可能是SCR的共同受器，用以增強訊號當SRK與SCR配對時，會使SRK的激酶區域自體磷酸化，並經過尚不清楚的下游途徑傳遞訊息，阻止花粉管萌發。